# Johannes Bosboom
Johannes Bosboom, né le 18 février 1817 à La Haye et décédé en la même ville le 14 septembre 1891, était un peintre et aquarelliste belge. Issu d'une famille de la noblesse autrichienne, ses parents ont dû émigrer en Belgique avant sa naissance pour des raisons politiques.

## Biographie

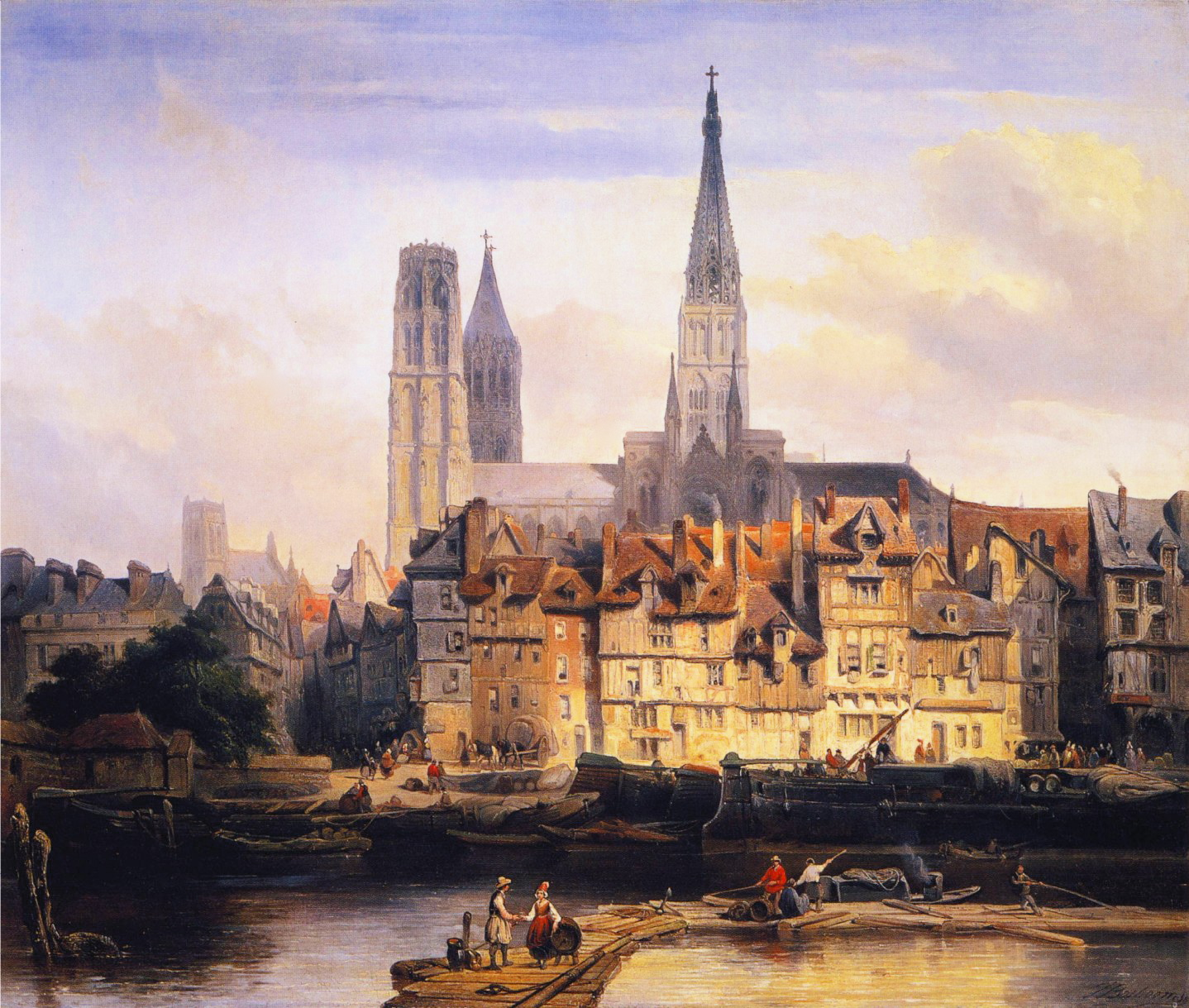
Le quai de Paris à Rouen, peint en 1839 par Johannes Bosboom (Rijksmuseum, Amsterdam).

Après avoir étudié à l'Académie royale des beaux-arts de Bruxelles, il s'est rendu en Hollande où il a passé la majeure partie de sa vie et créé la plus grande partie de ses œuvres, s'inspirant de la campagne néerlandaise. 
Reconnu comme un des maîtres de la peinture en plein air, reprenant les techniques de Claude Monet en France, il a donné son nom à un courant artistique. Ce courant comprend tous les peintres du XIXe siècle ayant pour thème majeur les moulins et les tulipes.
À la suite de la mort tragique de sa femme, qui a fait une chute mortelle lors d'une compétition de poney, Johannes Bosboom se réfugiera d'autant plus dans la peinture, mais aussi dans l'écriture. Il composera plusieurs recueils de poèmes mais ceux-ci resteront publiés à un nombre d'exemplaires très limité.
On notera un changement notable de son œuvre dans la fin de sa vie. À la suite de sa rencontre avec Gustav Klimt en 1887, alors que le jeune artiste autrichien n'avait alors que 25 ans, Johannes Bosboom se tournera alors vers la peinture d'icônes et personnages mythologiques.
À sa mort en 1891, Johannes Bosboom laissera derrière lui un grand héritage que devront se partager ses huit enfants. Nombre de ses tableaux sont maintenant conservés au Centre national d'art et de culture Georges-Pompidou à Paris.